# Сучава
Суча́ва (рум. Suceava) — місто в Румунії. Адміністративний центр однойменного повіту. Колишня столиця Молдавського князівства (1374—1565). Один із центрів української діаспори Південної Буковини. У місті працює генеральне консульство України.

## Географія
Розташоване в південно-східній Буковині, на річці Сучава, притоці Серету, в помірно горбистій місцевості, є важливим комерційним центром та регіональним транспортним вузлом з Україною на півночі і Трансільванією на заході.

### Клімат
Місто Сучава має помірно-континентальний клімат, характерний для Центральної та Східної Європи. Крім того, річну погоду можна описати короткою весною, зазвичай помірно теплим літом, а також тривалою осінню та зимою.
| Клімат Сучави                                              | Клімат Сучави | Клімат Сучави | Клімат Сучави | Клімат Сучави | Клімат Сучави | Клімат Сучави | Клімат Сучави | Клімат Сучави | Клімат Сучави | Клімат Сучави | Клімат Сучави | Клімат Сучави | Клімат Сучави |
| Показник                                                   | Січ.          | Лют.          | Бер.          | Квіт.         | Трав.         | Черв.         | Лип.          | Серп.         | Вер.          | Жовт.         | Лист.         | Груд.         | Рік           |
| Середній максимум, °C                                      | 1             | 2             | 7             | 14            | 20            | 23            | 25            | 24            | 20            | 14            | 7             | 2             | 13            |
| Середня температура, °C                                    | −2            | −1            | 3             | 9             | 15            | 18            | 20            | 20            | 15            | 9             | 3             | −1            | 9             |
| Середній мінімум, °C                                       | −5            | −4            | 0             | 5             | 10            | 13            | 15            | 14            | 10            | 5             | 0             | −4            | 5             |
| Норма опадів, мм                                           | 44.7          | 50.7          | 56.3          | 66            | 115.5         | 176.9         | 94.9          | 52.9          | 44.1          | 57.3          | 33.7          | 42.4          | 835.4         |
| Днів з опадами                                             | 6             | 5             | 6             | 6             | 10            | 10            | 8             | 4             | 3             | 4             | 3             | 4             | 69            |
| ---------------------------------------------------------- | ------------- | ------------- | ------------- | ------------- | ------------- | ------------- | ------------- | ------------- | ------------- | ------------- | ------------- | ------------- | ------------- |
| Джерело: Weather Spark (температура), World Weather Online |               |               |               |               |               |               |               |               |               |               |               |               |               |

## Назва
- Суча́ва (рум. Suceava,  /su'ʧe̯a.va/) — сучасна румунська й українська назва[3]; походить від назви річки Сучави (Сочави), що бере початок на території України. За твердженнями дослідників, назва річки має відношення до слів «сочитися», або «сочевиця»[4].
- Соча́ва (ст.-укр. Сочава) — староукраїнська назва; згадується в руських літописах XII ст.[5]., діловій документації Молдавського князівства XIV—XV ст. [6].
- Січа́ва — назва в українських думах[7].

## Історія

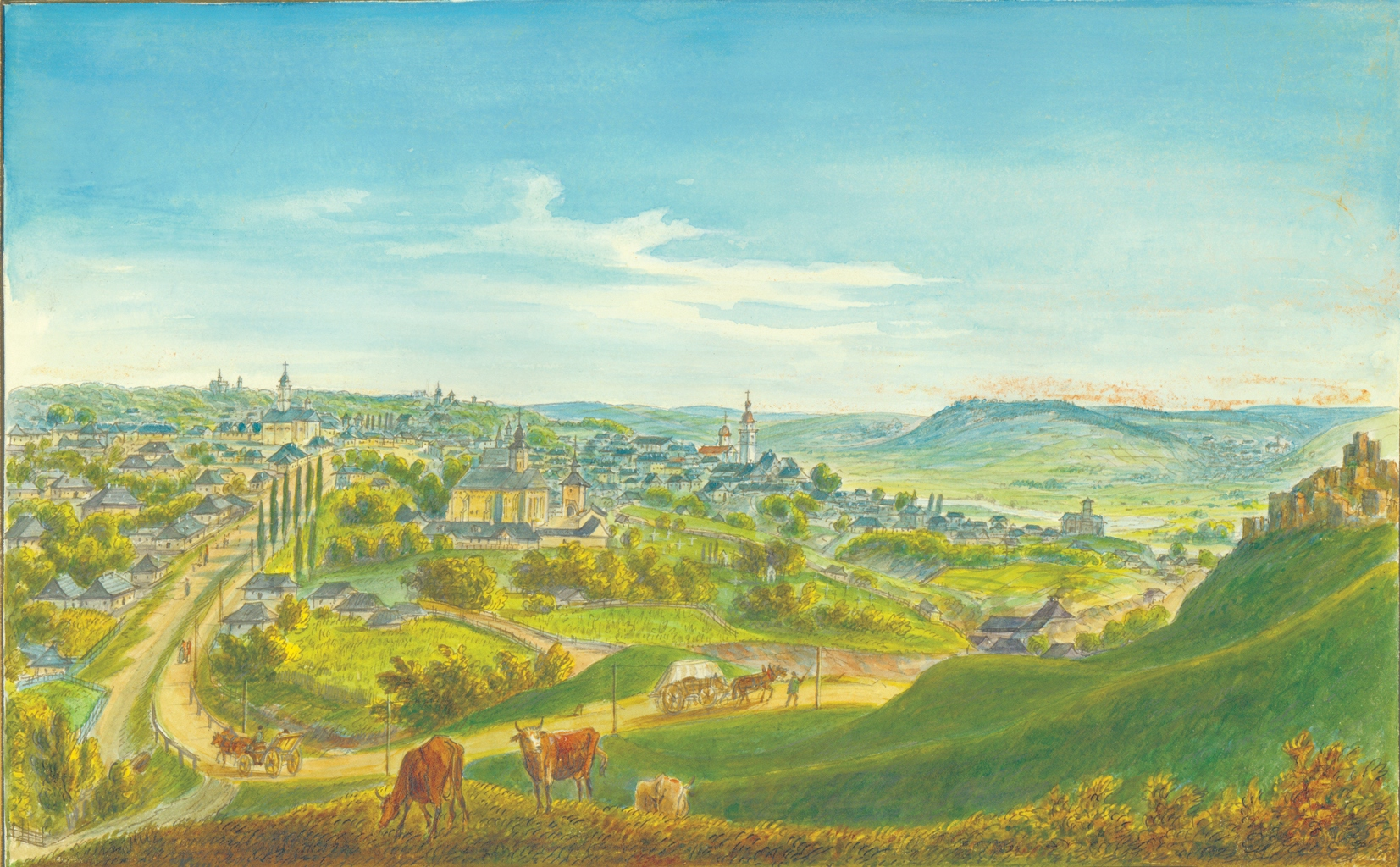
Вигляд на Сучаву із фортеці. 1867 р.

Згадується в літописах XII століття, пізніше в грамоті 1388 року як торговельний осередок на шляху зі Львова до Галаца.
Місто Сучава розташоване на ріці Сучава з правої сторони, в Буковині. До Сучави належали присілки Іткани старі, Шептелець, Кути, Замка. Від Сучави до Львова 365 км, до Чернівців 90 км. З Сучави йшов торговий шлях на Львів, Бистрицю.
1146 — Сучава входила до складу Берладської землі
В XIII ст. Сучава належала воєводі Сторожинця.
З 1372–1377 — столичне місто князя Юрія Коріатовича, похований в 1400 монастирі Василів біля Бирлада.
1374 Юрій Коріатович заклав в Сучаві метрополію під зверхністю Охрида. Першою митрополицькою церквою була княжа церква Св. Юрія, в якій спочатку знаходилися мощі Св. Івана з Білгороду (Дністровського). Сучава (Сочява)  відзначається як руське місто у Волощині в Списку руських міст (1370-1390 рр).
1388 року Петро Мушат переніс свою резиденцію із Сірету до Сучави і заснував тут замок.
1391–1564 — столиця Молдавського князівства.
1401 року Константинопольський патріарх Матфей І виділив із Галицької окрему Русо-влаську митрополію з кафедрою в Сучаві.
Олександр Добрий запросив для підняття торгівлі до Сучави вірмен. 1407 року воєвода надав право вільної торгівлі  львівським і подільським купцям.
1456 Сучаву взяв Сенявський.
1457 Сучаву забрав Степан III Великий
1466 під Сучавою знаходився Матвій Корвінь, але Степан Великий відбив війська Корвіня.
1470 і 1485 під Сучавою знаходилися турки, які попалили місто з усіх боків і більшу частину зруйнували, але замок не взяли.

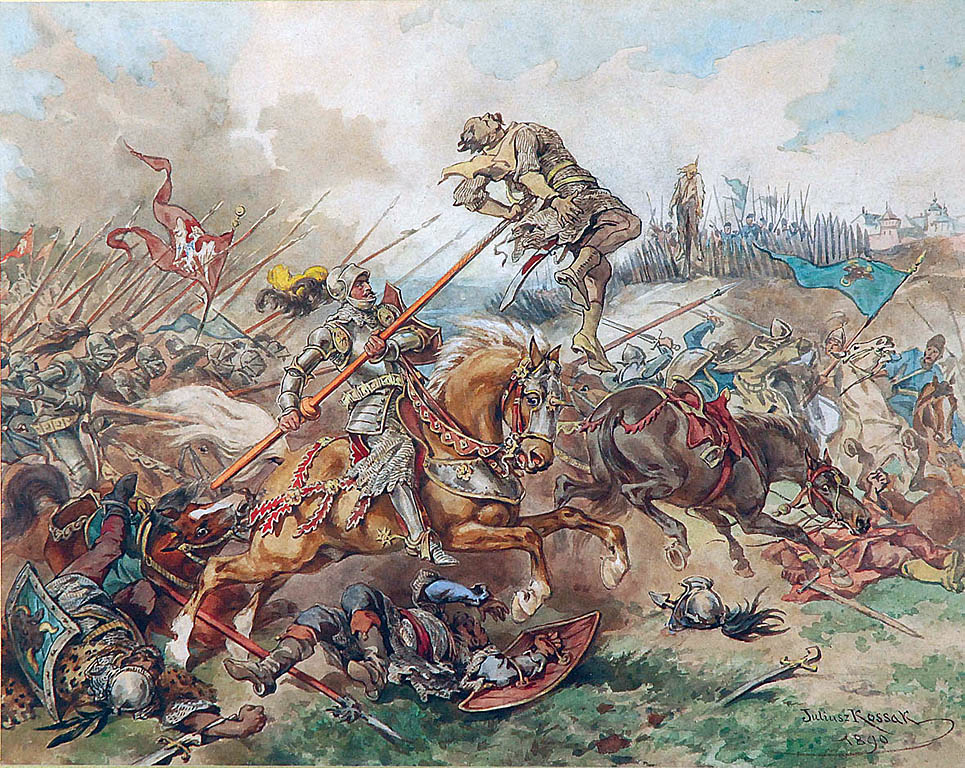
Черубін Гневош у битві під Сучавою 1497 р.

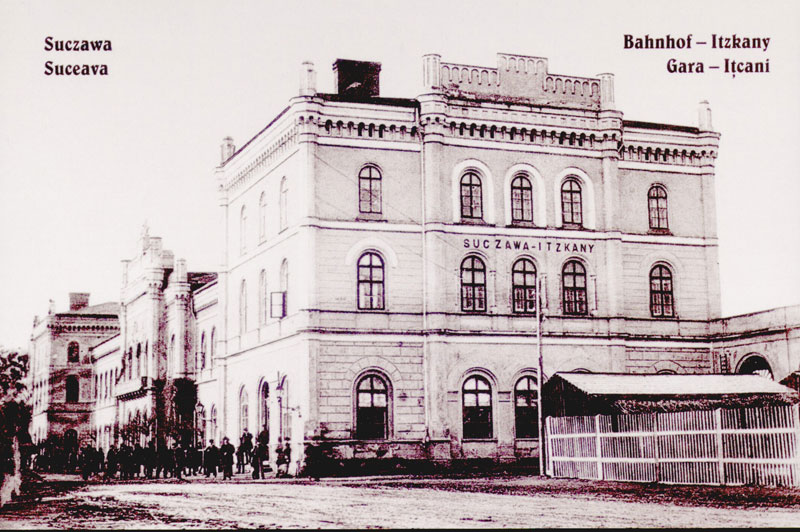
Залізнична станція Сучава Північна

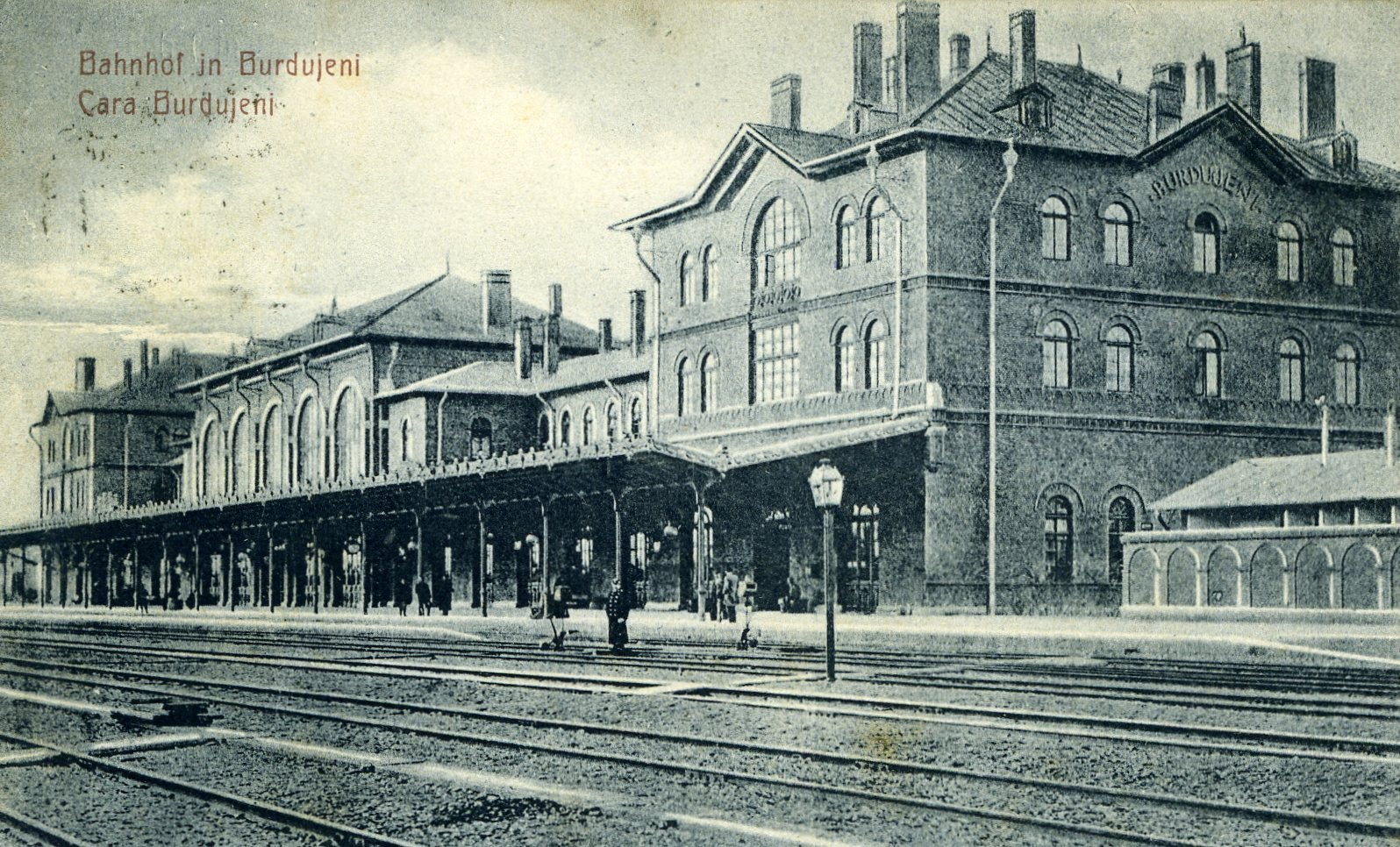
Залізнична станція Бурдужені

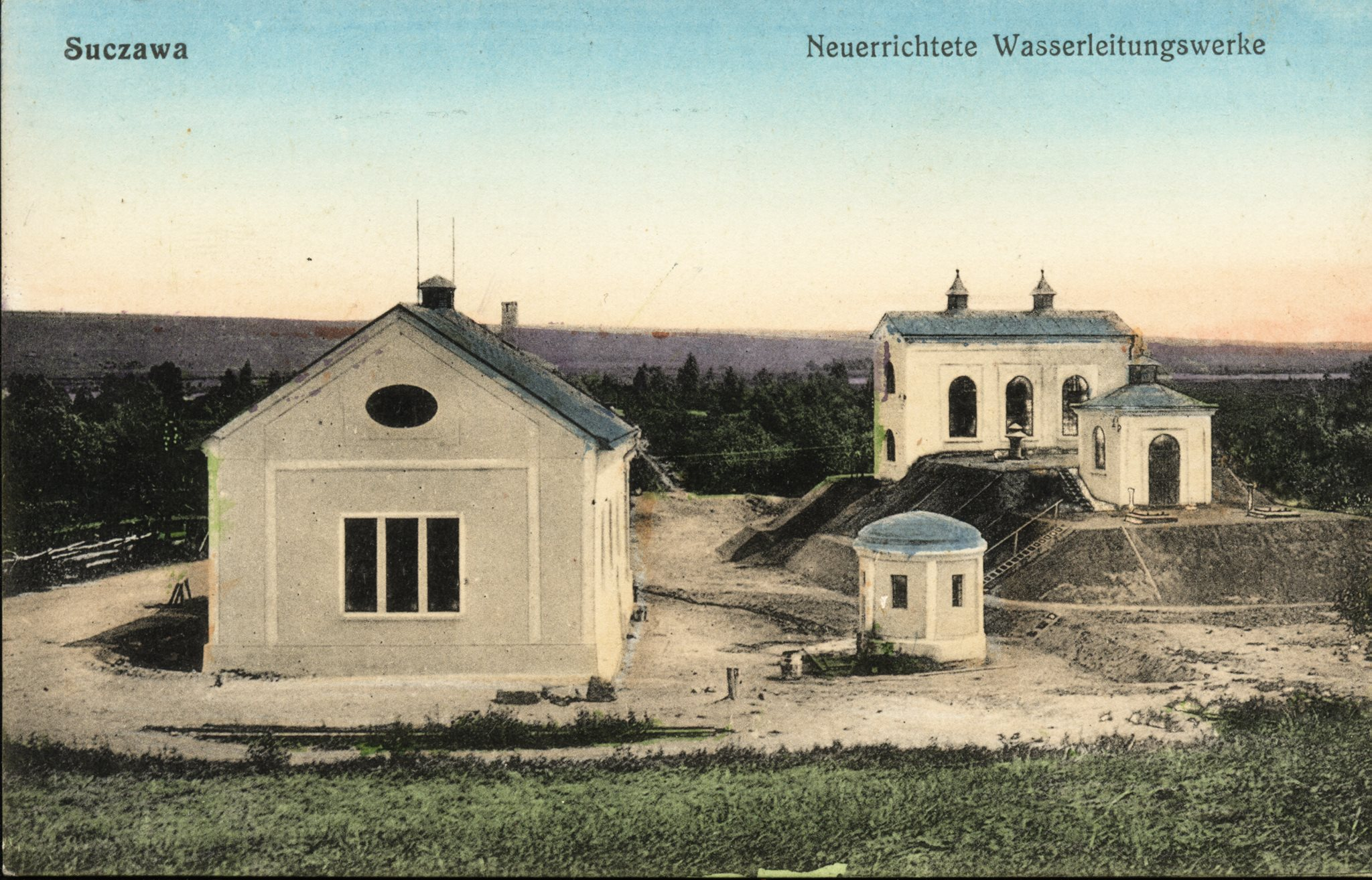
Сучавський водний завод, австрійська листівка

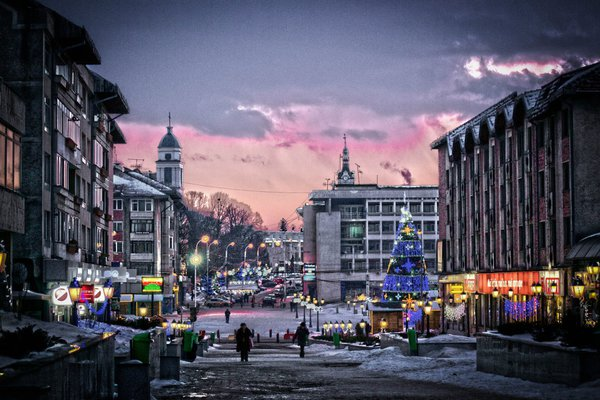
Центр Сучави

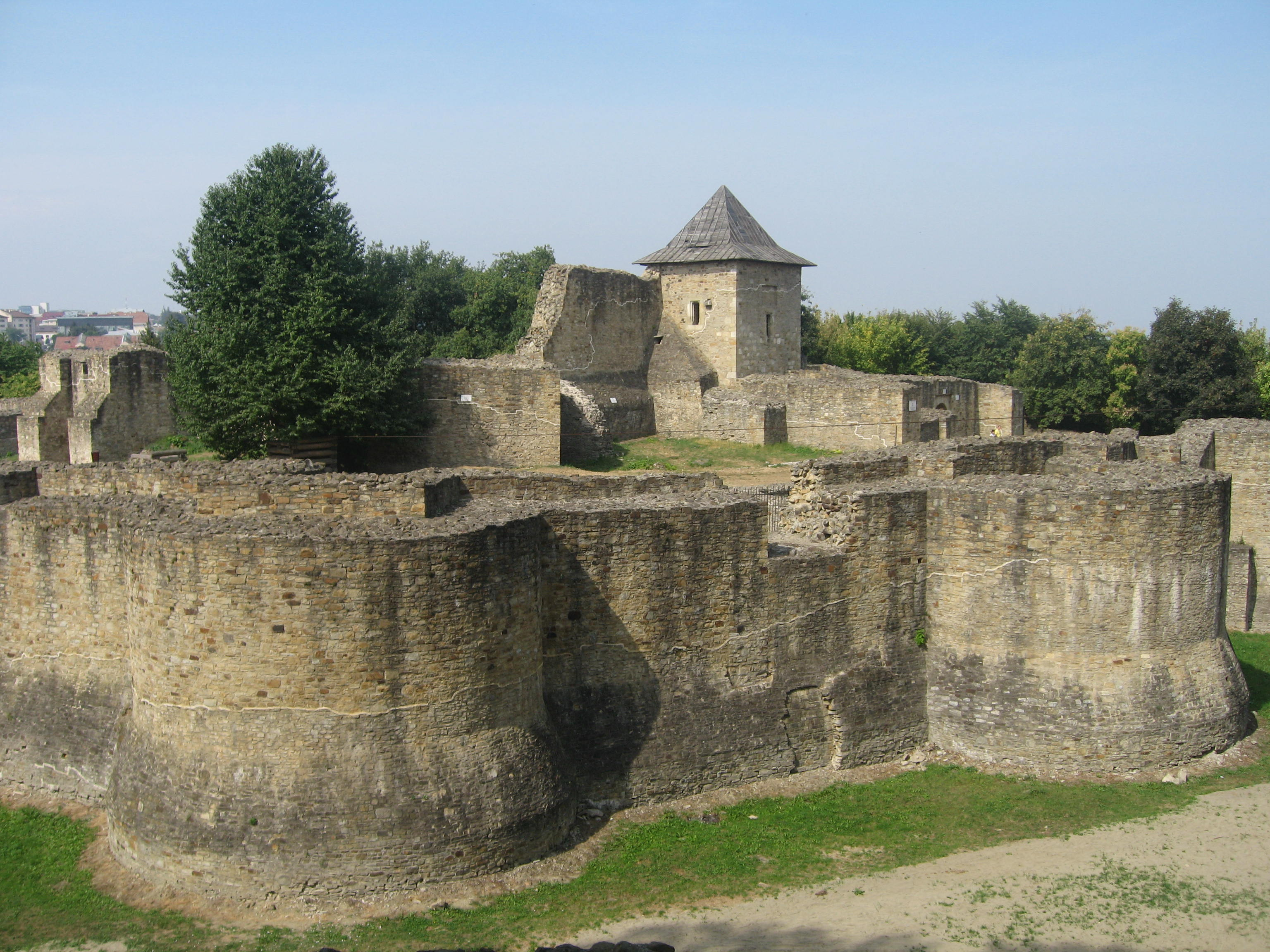
Руїни княжого замку, Сучава

1497 Сучаву взяв в облогу Ян Ольбрахт, який мав намір посадити на трон свого брата Сигізмунда.
1509 під містом знаходився воєвода Кам'янецький.
1539 місто взяв султан Сулейман, молдовський воєвода Петро Рареш змушений був укритися в Семигороддю. А Сулейман на його місце назначив Степана, який в тому ж році був в себе в замку вбитий. Заколот цей зорганізував гетьман Михайло. Він посадив на молдовський трон Олександра Корнія, який також в 1540 році був убитий.
1541 в Сучаву повернувся Петро Рареш та помстився боярам, які його зрадили Сулейману та вбивцям Степана.
1561 після того як Олександр Лапушан втік з міста, його місце зайняв Іван Деспот. Він укріпив фортецю та багато зробив для покращення міста. 1563 проти нього був також заколот і після того як Сучава три місяці була в облозі, він вирішив здатися туркам і по дорозі був по зрадницькому вбитий. На молдовський трон був обраний гетьман Стефан VII Томша
Поблизу Сучави 1602 року був зведений православний монастир Драгомирна. Степан Великий заклав церкву Св. Дмитра.
1567 Сучава була зруйнована військами Олександра Лопускана.
1650 Сучава була знову відбудована Яремою Могилою. Ярема Могила переніс столицю знову в Сучаву, де вона знаходилася до 1630, в 1630 столицю та метрополію було перенесено. Брат Яреми Могили — Юрій був митрополитом в Сучаві. Ярема та Юрій Могили поховані в монастирі Сучавиця.
1600 р. Ян Замойський взяв Сучаву в облогу з наміром посадити Могилу на молдавський трон.
1653 року під час бойових дій у Сучаві загинув Тиміш Хмельницький. 1653 Тимофій Хмельницький намагався поновити на молдовському тронІ свого тестя Василя Лупула. Тимофій Хмельницький з козацьким військом та сім'єю Василя Лупула витримав 3 місяці облоги сучавського замку військами Ракоці, який на допомогу покликав також поляків. Під час обстрілу фортеці був поранений та помер. Після смерті Тимоша Хмельницького 9 жовтня 1653 Сучавський замок капітулював. Козаки з тілом Тимофія залишили замок і сім'ю Лупула разом зі всіма цінностями. Коли сам Василь Лупул з військом підійшов до Сучави, все вже було втрачено і всі коштовності опинилися в руках ворогів. Василь Лупул був запрошений татарським ханом для перемир'я, але був по-зрадницькому взятий в полон і відправлений у Константинопольську в'язницю, де він закінчив своє життя. Це був останній господар Молдови, який мав значення.
1669–1679 Сучава була зруйнована та спалена турецькими та польськими військами.
1673 після взяття Хотина, Сучаву взяв Ян Собеський. Після нього Сучавою заволоділи турки, які зруйнували місто. Перед тим як турки зайняли Сучаву, мощі Св. Івана були вивезені в Жовкву і пізніше у 18 ст. знову повернені в Сучаву.
1680 столицю та метрополію було перенесено в Ясси, що спричинило занепад столичного міста.
1685–1708 Сучава знаходилася переважно під владою Польщі.
1709–1713 козаки з допомогою шведів зайняли місто.
1713 Микола Мауродокато з допомогою турків зайняв місто.
1775–1918 Сучава належала до Буковини, частини Австро-Угорської монархії.
31 серпня 1786 Сучаві було надано статус вільного торгового міста. Сучава належала до Буковини і знаходилася на кордоні з Семигороддям.
1827 в Сучаві було 6 000 жителів, 3 руські церкви, 1 вірменська, синагога, школа, фабрика шерсті, бавовни і сап'яну.
1884 місто налічувало 10100 жителів.
За австрійських часів в Сучаву переселилися українці з Галичини, які мали (з 1836 р.) свою греко-католицьку церкву (1936 року перетворена румунами на православну). У Сучаві жив деякий час Микола Устиянович.
Відома прощами до мощей Святого Івана Нового Сучавського, у яких брали участь як місцеві українці, так і з інших українських територій.

## Населення

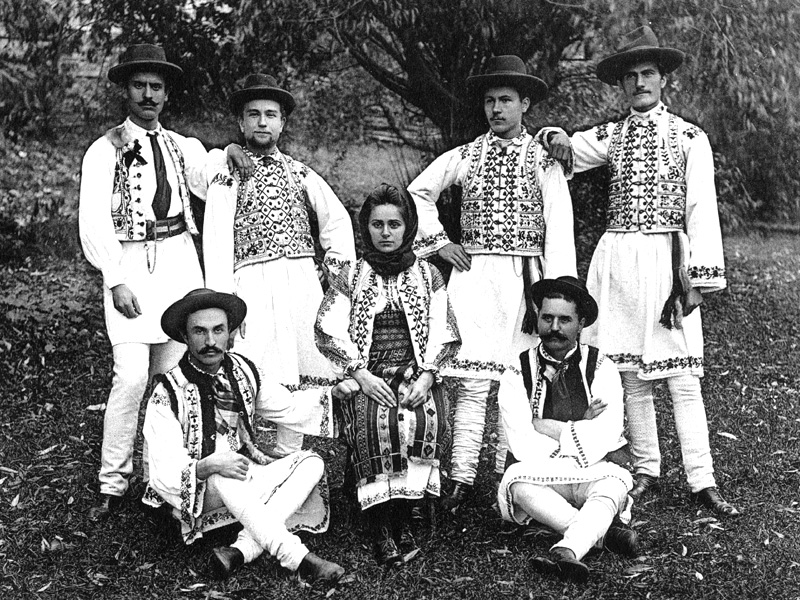
Румуни в національних костюмах із Сучави початку 20 століття.

За даними перепису 2011 року населення становить 86 282 осіб.
Відповідно до перепису населення Румунії 2002 року, етнічну структуру міста можна розділити на такі окремі групи:
- Румуни: 98,17%
- Роми (цигани): 0,48%
- Німці (тобто буковинські німці): 0,35%
- Українці: 0,27%
- Поляки: 0,23%

## Економіка
Великі целюлозно-паперові і деревообробні комбінати; харчова, машинобудівна, шкіряно-взуттєва, трикотажна промисловість.

## Транспорт

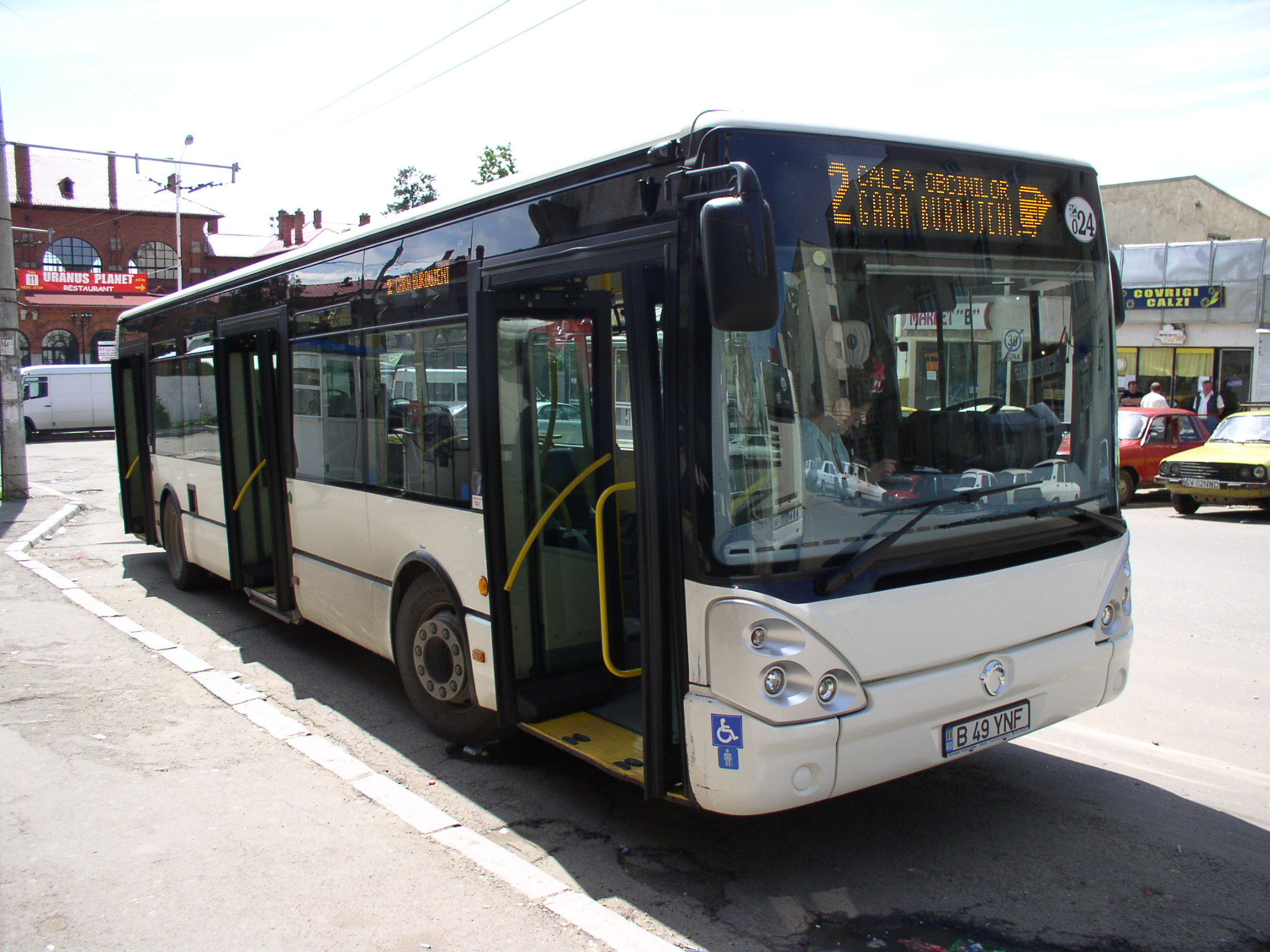
Автобус біля залізничної станції

Місто значний транспортний вузол.

### Міський транспорт
Муніципалітет Сучави наразі має серію зелених електричних автобусів у парку громадського транспорту за підтримки уряду Швейцарії. У минулому по місту та в сусідніх населених пунктах курсували як автобуси, так і тролейбуси. Тролейбусна система міста була офіційно відкрита 15 серпня 1987 року та офіційно закрита 2 квітня 2006 року. Сьогодні громадський транспорт здебільшого сучасний і відповідає технічним стандартам.

### Аеропорт

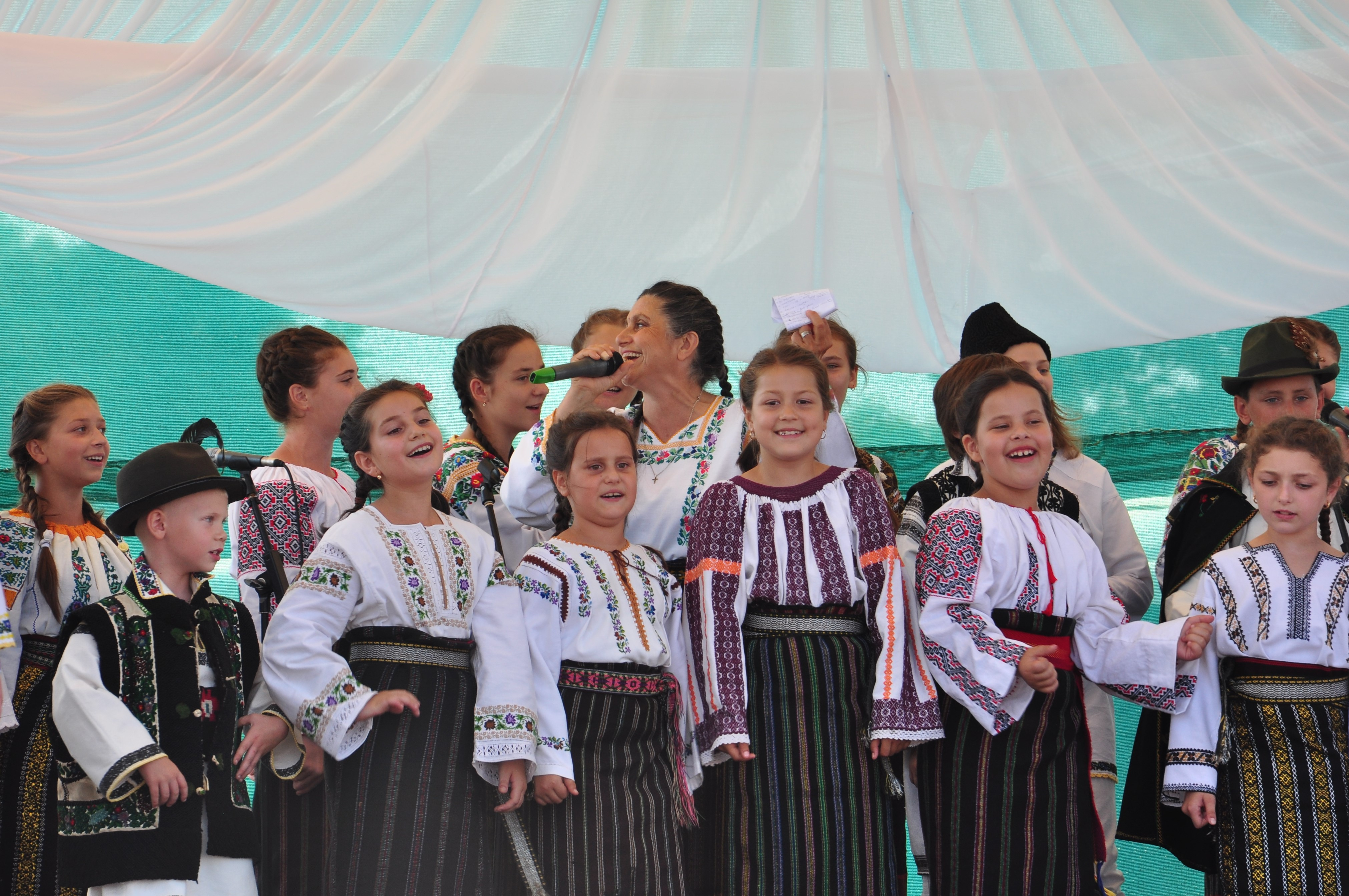
Гурт «Балада» на сцені, з нагоди ювілею аеропорту в 2012 році

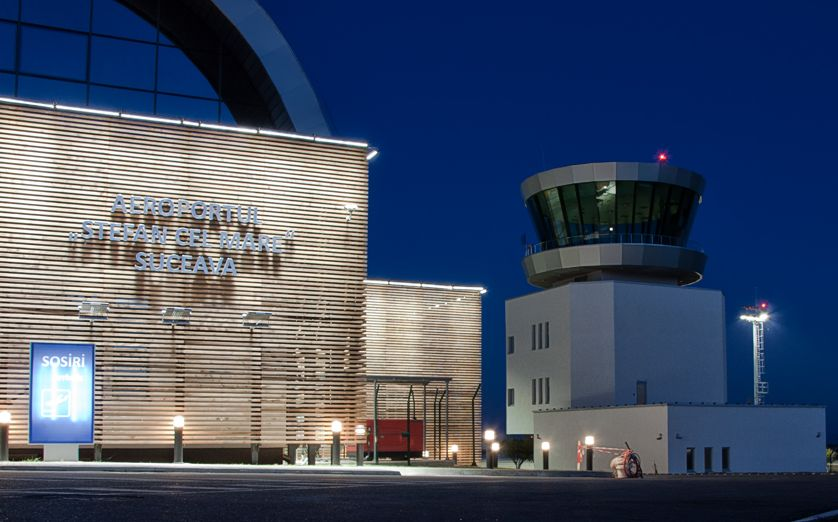
Міжнародний аеропорт Сучави імені Штефана чел Маре

Сучава обслуговується Міжнародним аеропортом Штефана чел Маре, який розташований на схід від центру міста, в містечку Салча. Аеропорт був відкритий у 1962 році, комерційні послуги почалися з «TAROM», найстарішої діючої румунської авіакомпанії. 1963 року збудована злітно-посадкова смуга, побудований перон. Послуги «TAROM» були тимчасово припинені в 2001 році, але відновлені в 2004 році. Протягом цього періоду аеропорт обслуговував лише «Angel Airlines». У березні 2005 року аеропорт було перейменовано на «Штефан чел Маре» і відкрито для міжнародних перевезень.
У 2013 році міжнародний аеропорт Сучава розпочав реконструкції вартістю 39 мільйонів євро та розширення старої злітно-посадкової смуги, щоб побудувати новий пункт керування вежі та встановити нову систему посадки за приладами. Стару бетонну злітно-посадкову смугу було повністю прибрано та побудована нова асфальтова злітно-посадкова смуга. 25 жовтня 2015 року аеропорт було офіційно відкрито. 
Станом на 2019 рік аеропорт мав щорічний трафік у 430 064 пасажирів, що наразі є місцевим рекордом та робить його одним з найбільш завантажених аеропортів Румунії.

## Люди
- Петро Могила — народився в Сучаві
- Професор Костянтин Мандичевський — 1884—1893 рр. працював вчителем у Сучавському ліцеї, де читав історію та німецьку мову.
- Носієвич Степан — український та румунський композитор і педагог. Помер у місті.
- Пашко Омелян Михайлович (1894—1920) — поручник артилерії УГА.

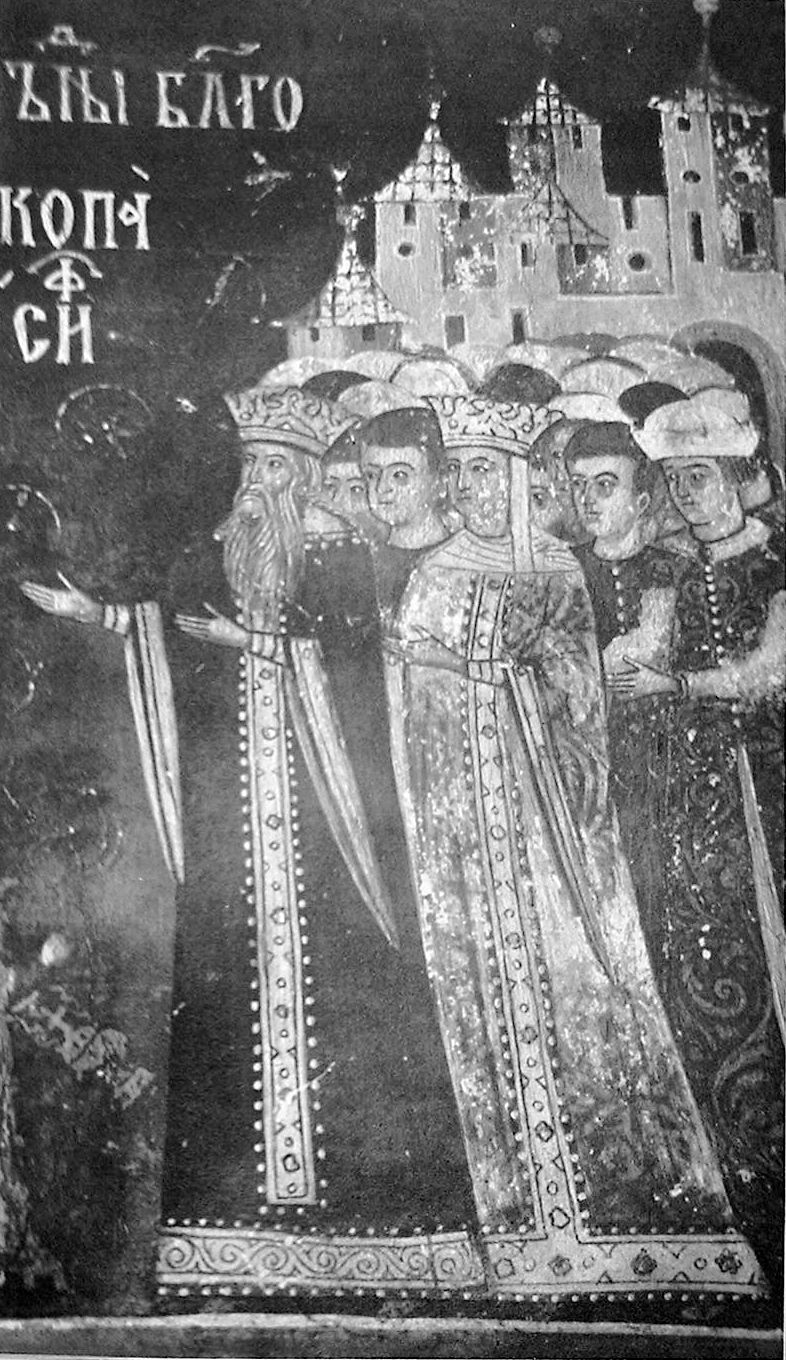
Олександр Добрий та Анна, донька Юрія Коріатовича
Штефан III
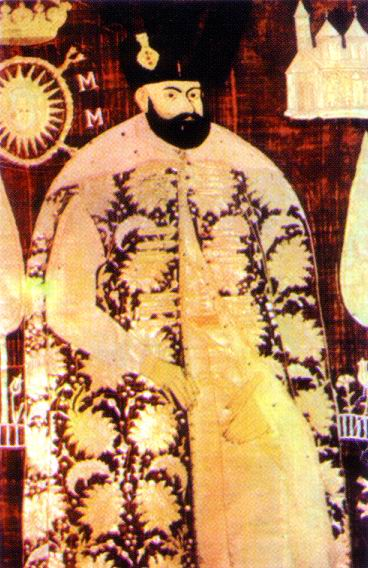
Ярема Могила

## Церкви

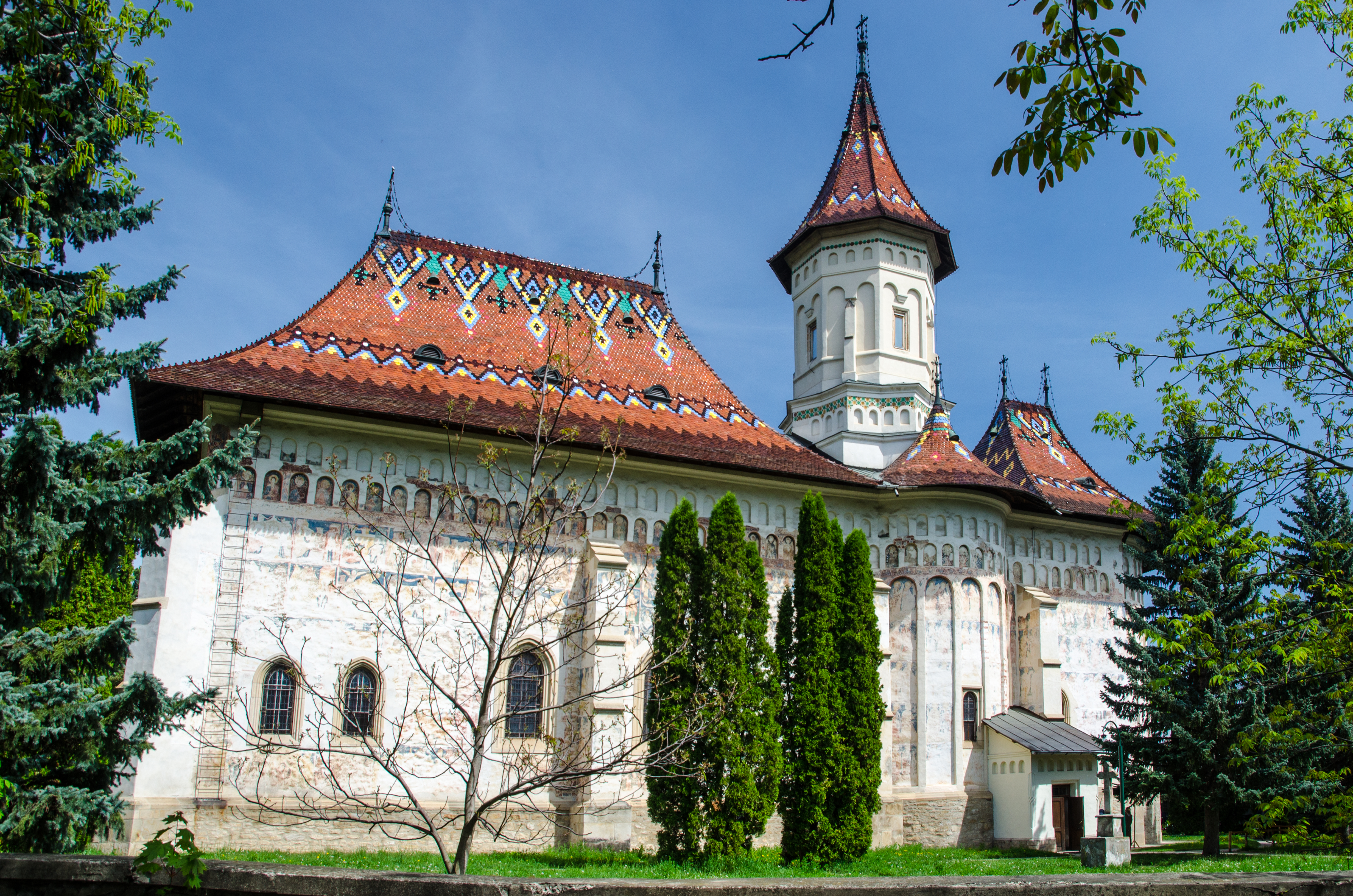
Церква Св. Георгія

- Церква Св. Георгія (княжа). Перша митрополича церква. Найстаріша церква Сучави (1374).

Тут знаходяться гробниці Петра Мушата, Євдокії Олельківни.
- Церква Св. Георгія в монастирі Св. Івана (з Білгороду). Церква знаходиться під охороною Юнеско. Фундована Богданом III в 1514 .Фрески зовнішні і внутрішні були створені під час правління Петра Рареша.

- Монастир Св. Івана

- Церква Св. Дмитра фундована Петром Рарешем в 1514 р. Тут знаходиться фреска з зображенням Петра Рареша.

- Церква фундована дружиною Петра Рареша — Єленою в 1551.Тут знаходиться фреска із зображенням Єлени.

- Монастир Федора (Могили) 1597

- Церква Св. Миколая фундована Костянтином Могилою в 1611

- Церква Св. Івана Баптиста фундована Василем Лупулом в 1632

## Вірменські святині
- Вірменський монастир «Замку» збудований на руїнах замку. (1555–1606)
- Вірменська церква Св. Семена 1513
- Вірменська церква Св. Хреста 1521

## Музеї
- Відкритий музей  [Архівовано 25 квітня 2016 у Wayback Machine.]
- Сучавський історичний музей
- Сучавський музей етнографії
- Музей природничих наук[ro][11]
- Княжий замок (руїни)  [Архівовано 22 лютого 2014 у Wayback Machine.]

## Міста-побратими
Сучава є містом-побратимом таких міст:
- Сосновець, Польща
- Чернівці, Україна
- Гуйчжоу, КНР
- Сороки, Молдова

## Галерея

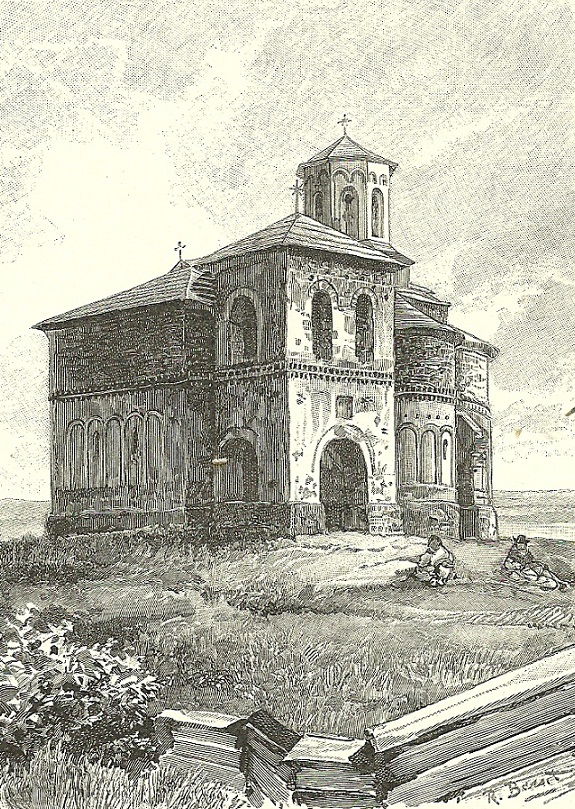
Перша митрополицька церква Св. Юрія
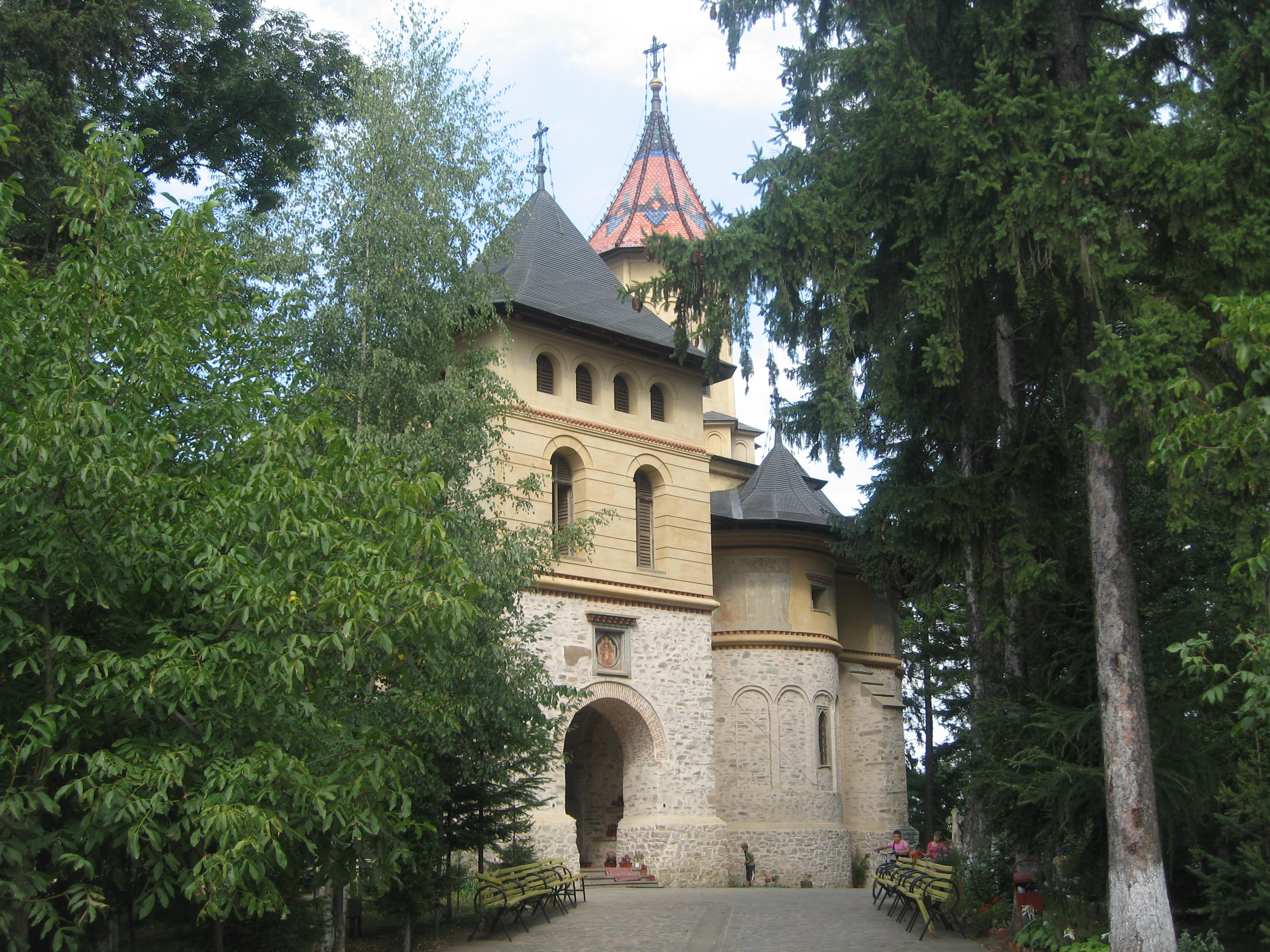
Перша митрополицька церква Св. Юрія ( княжа ) 1374
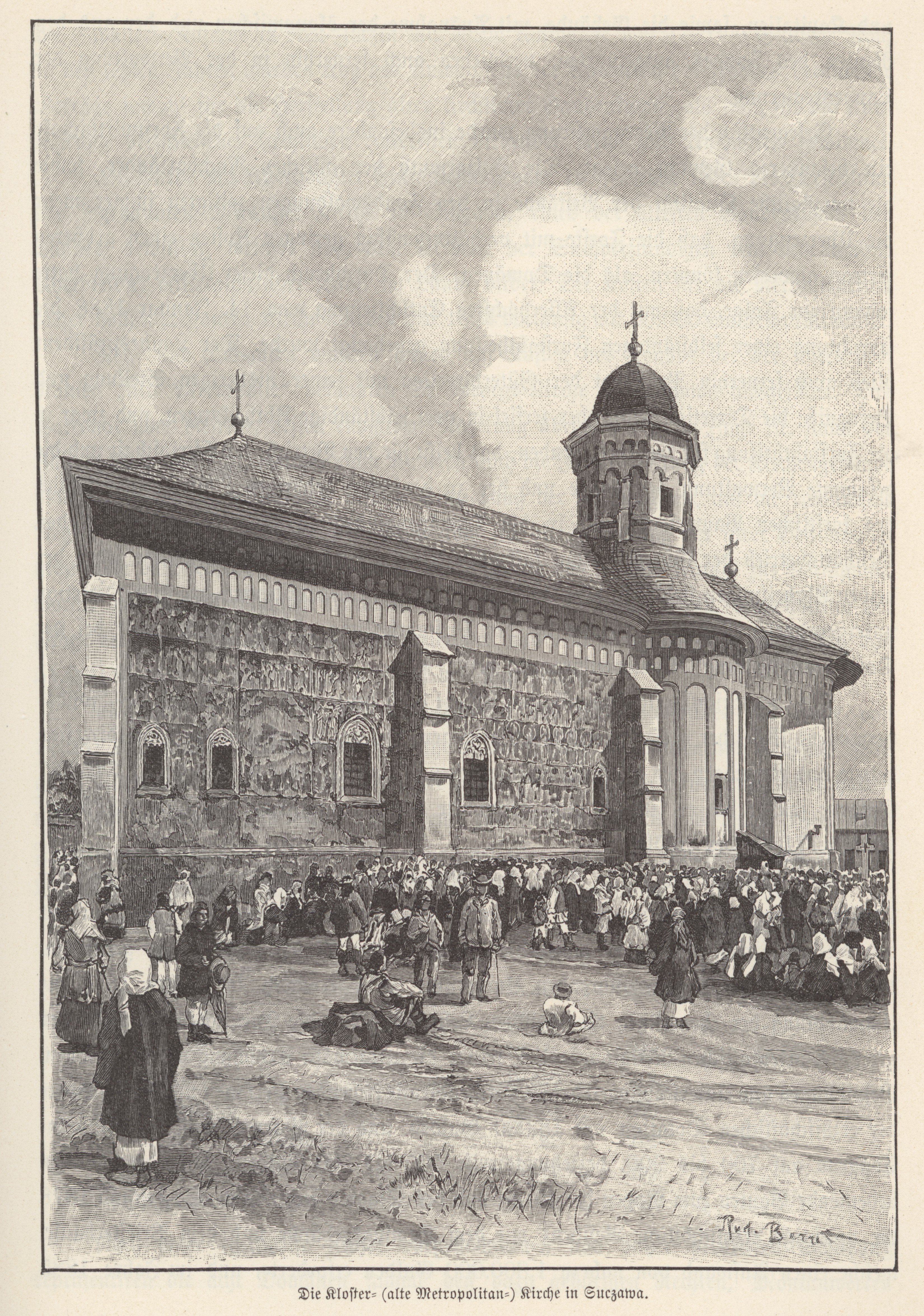
Друга митрополицька церква Св. Юрія
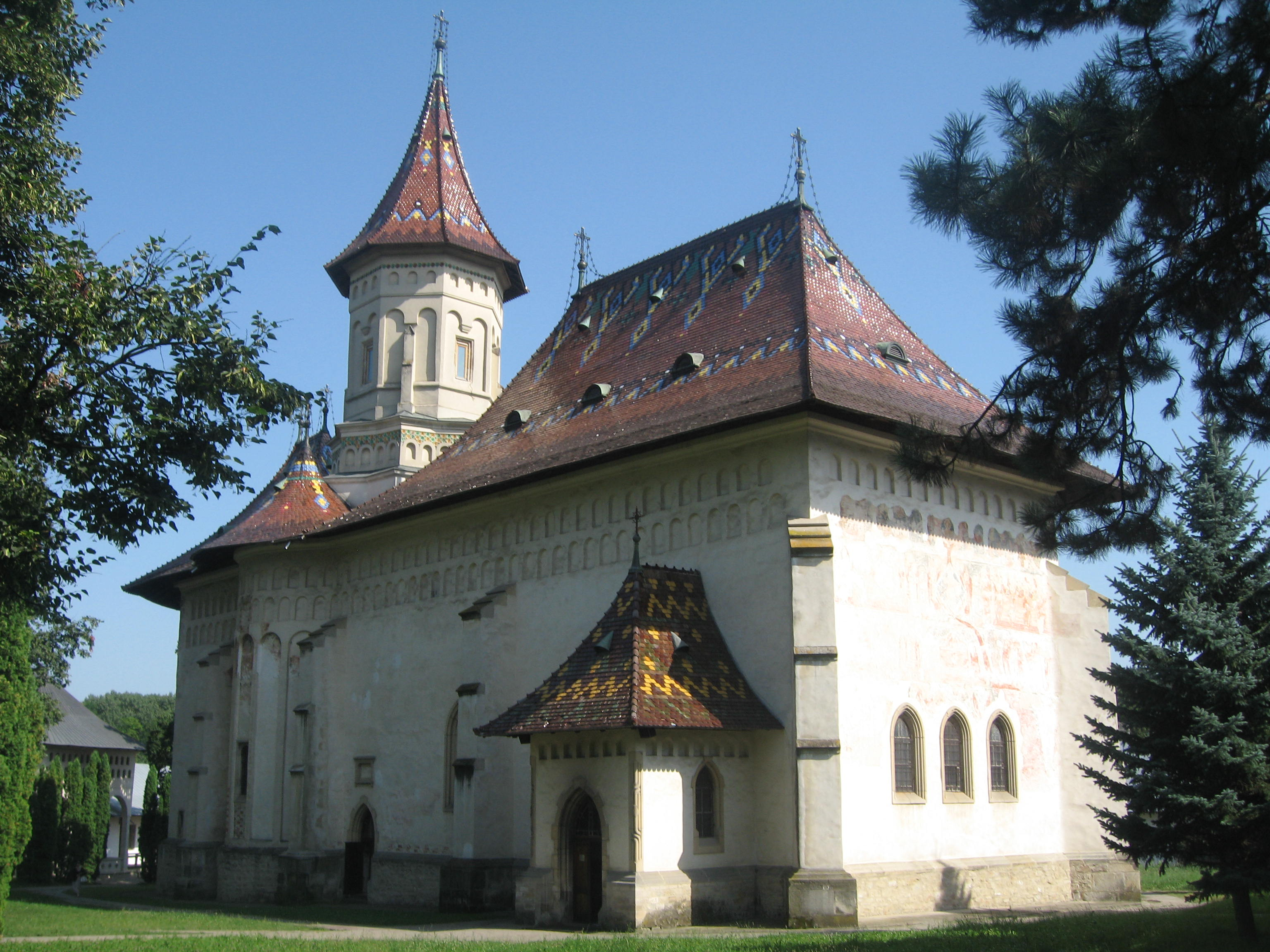
Монастир Св. Івана
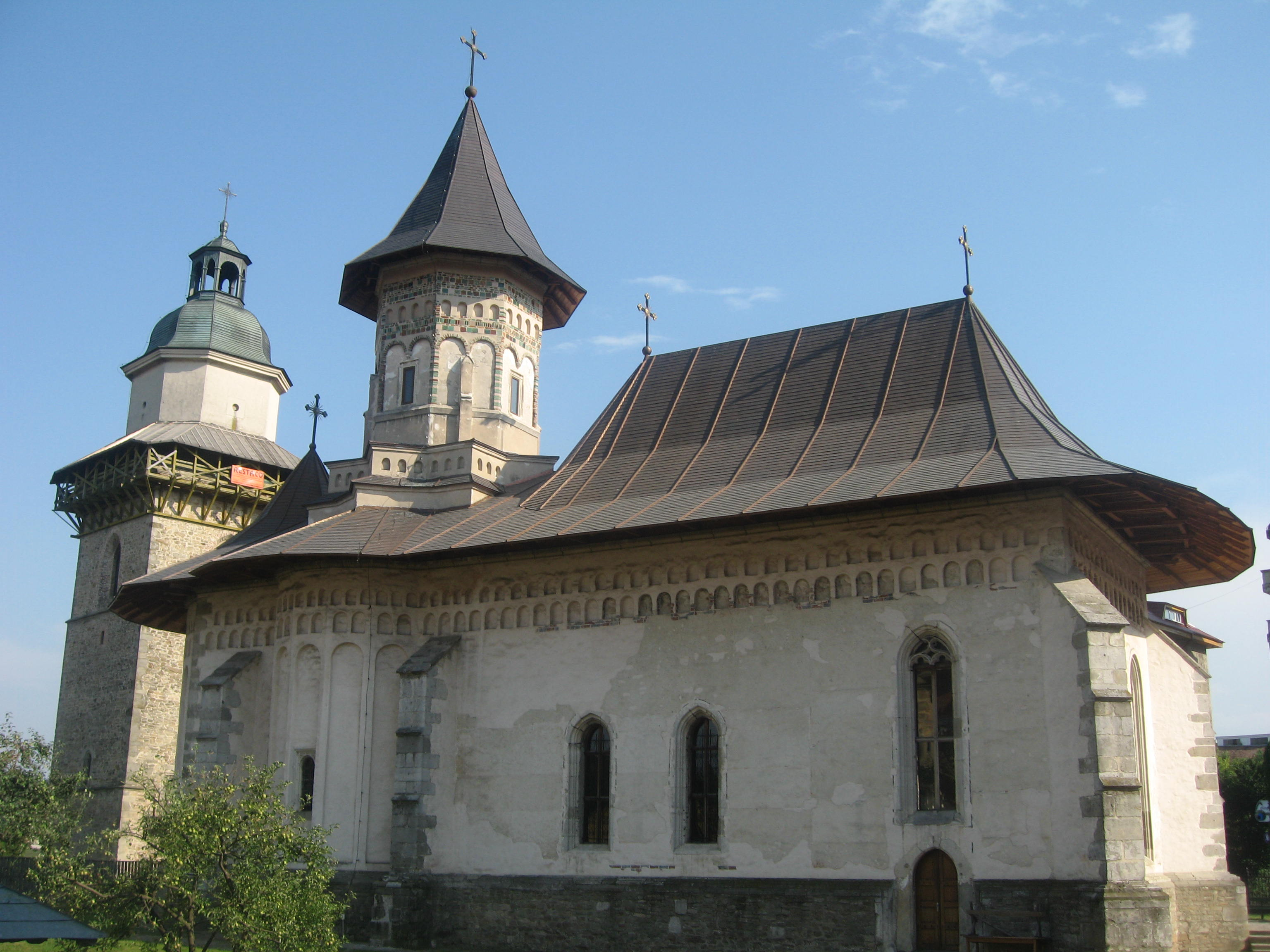
Церква Св. Дмитра
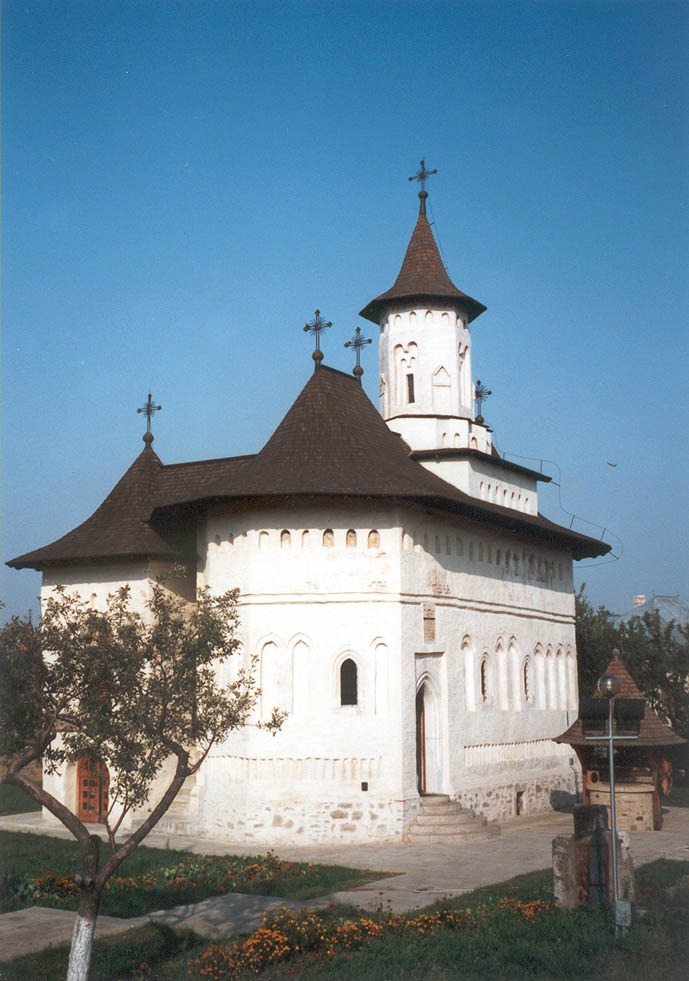
Церква Св. Івана 1632
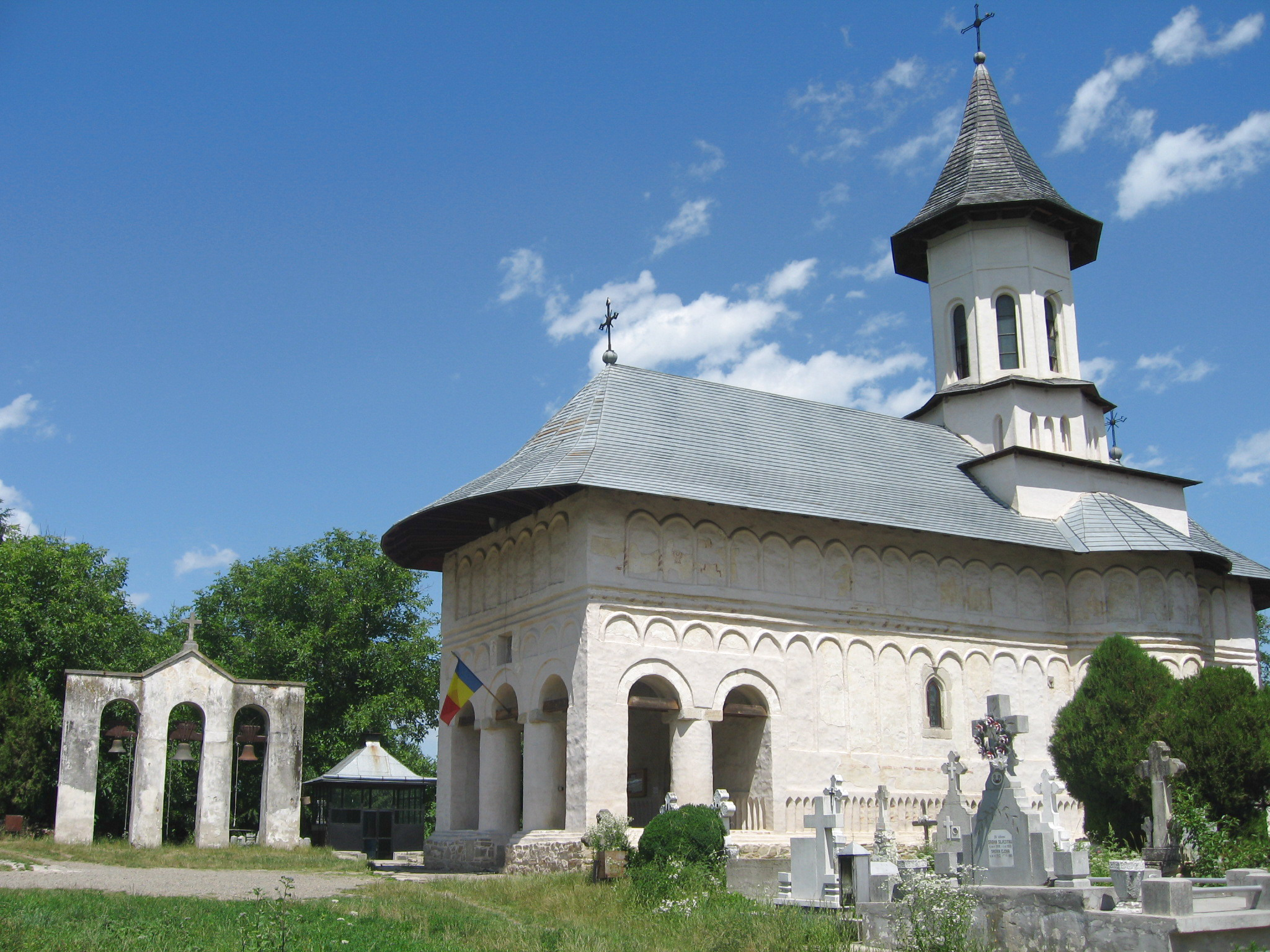
Церква Св. Богородиці в Іцканах 1639
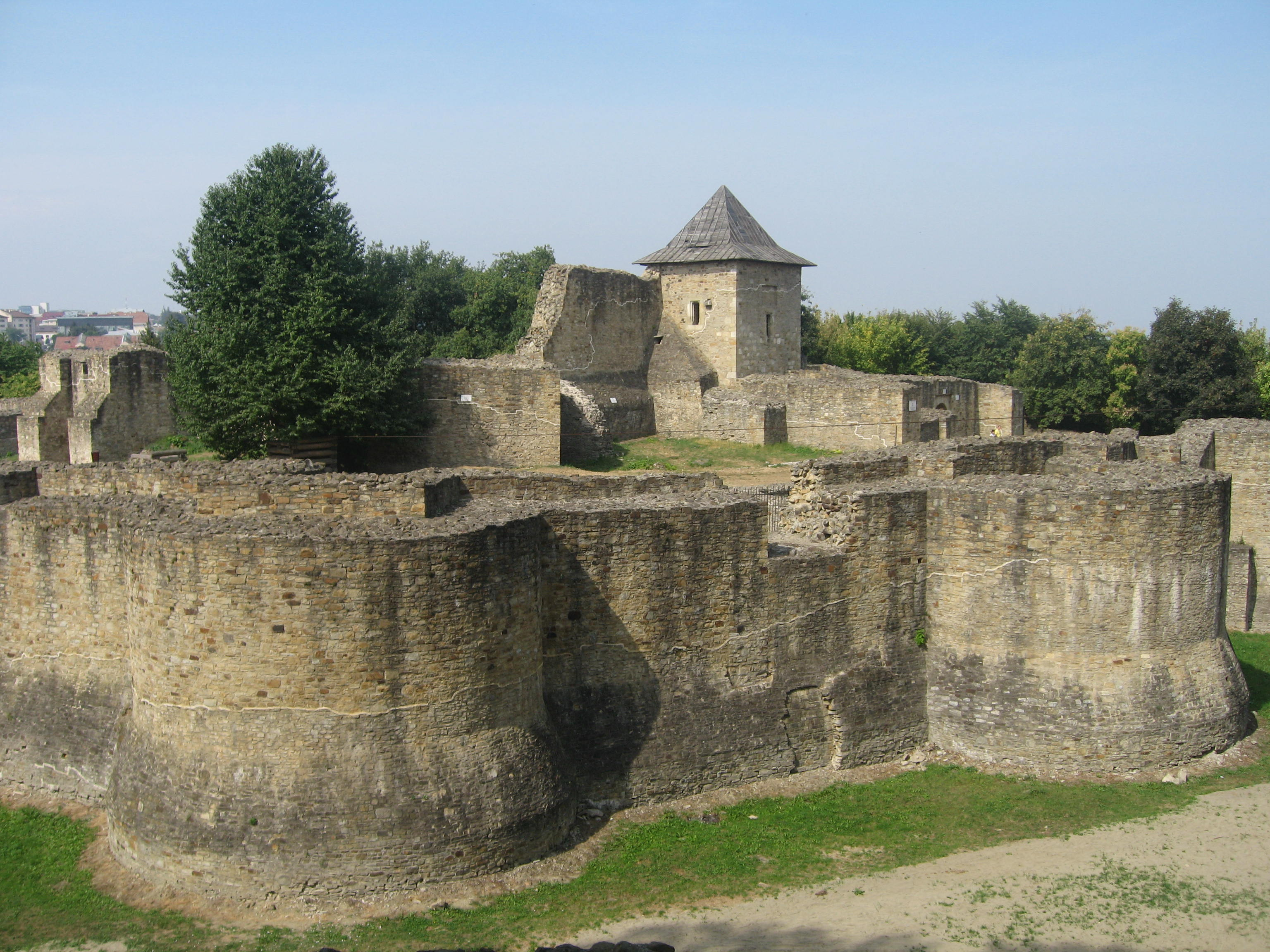
Руїни княжого замку 1374
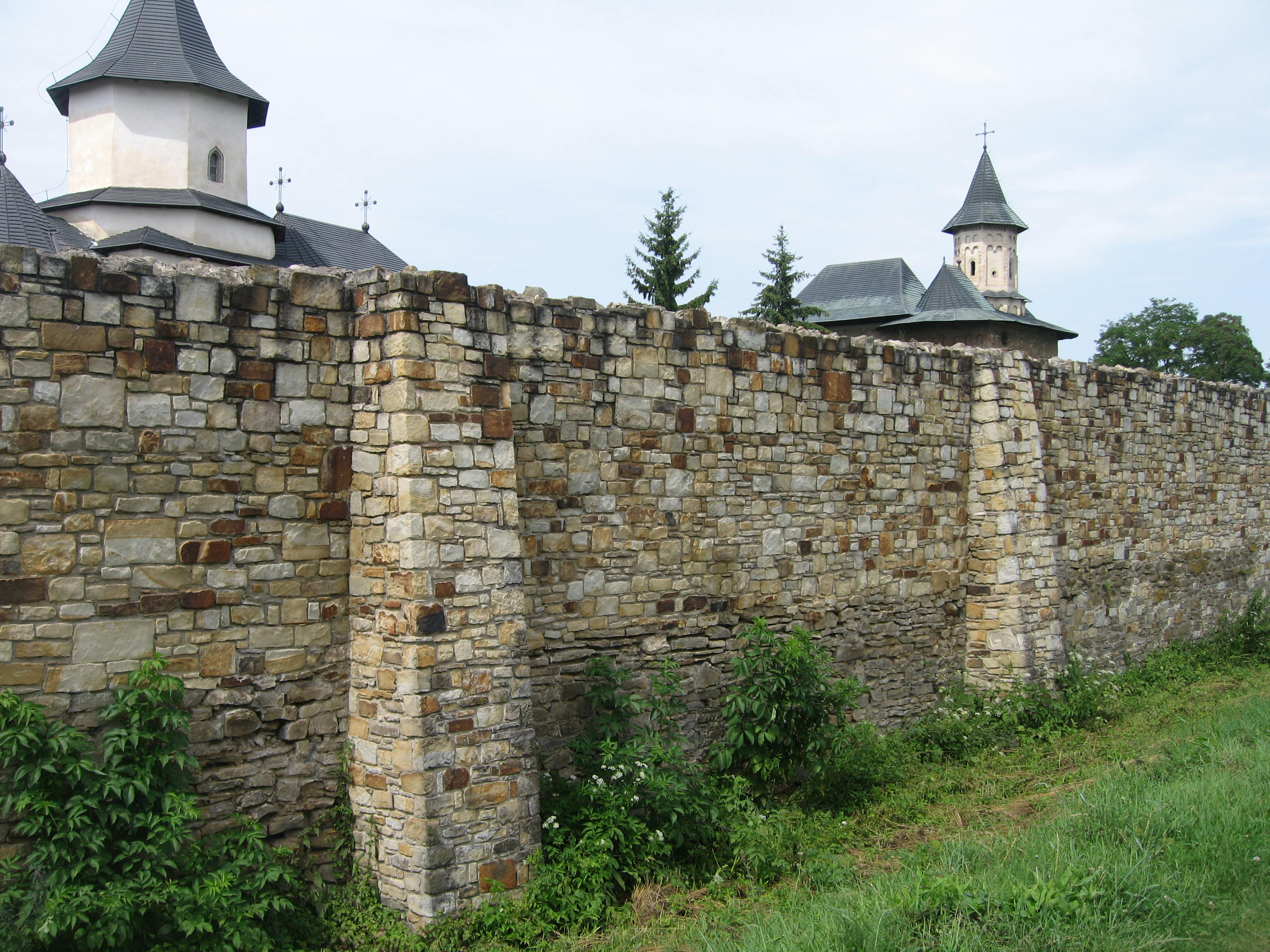
Вірменський монастир Замка 1551
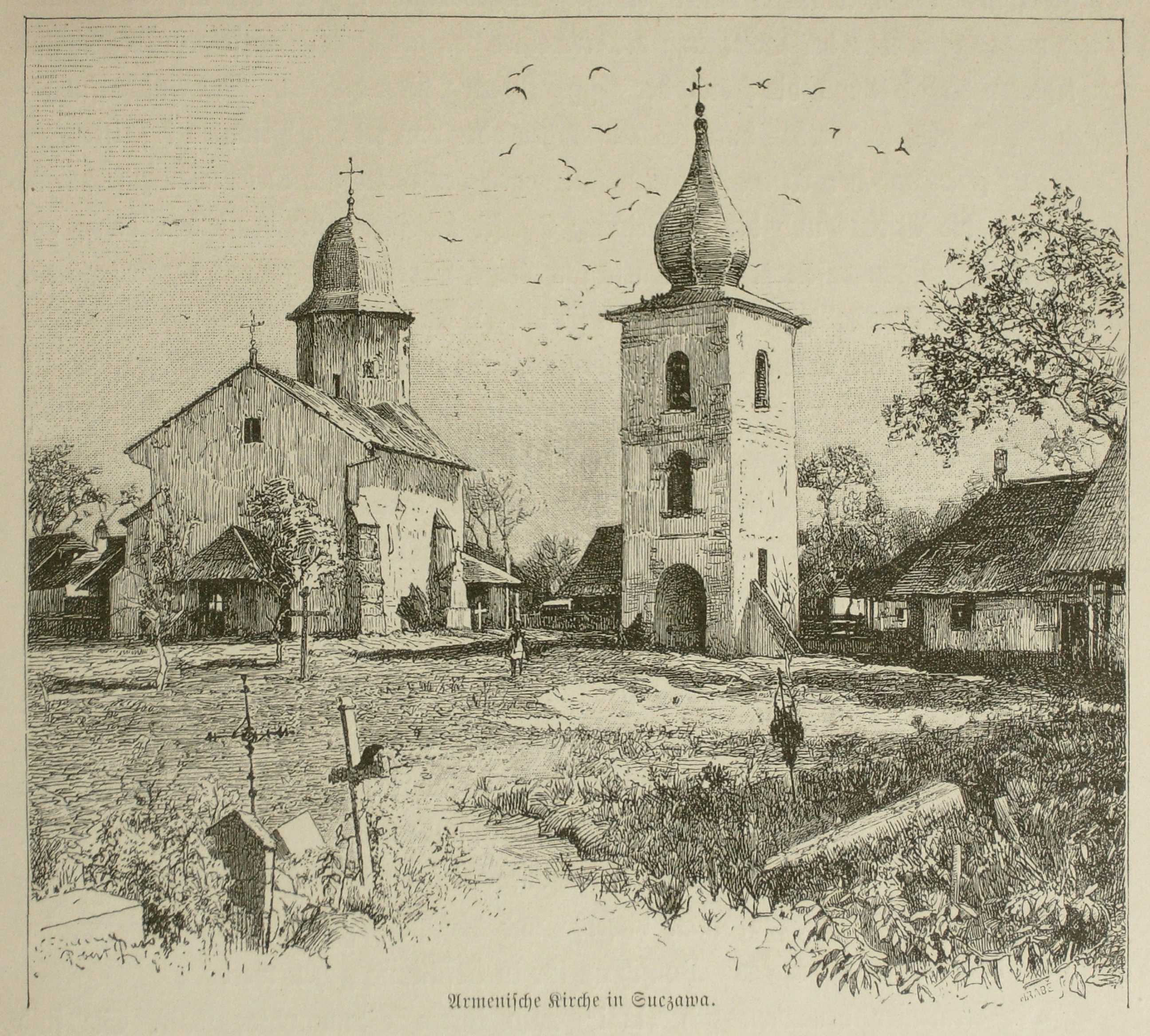
Вірменська церква Св. Семена
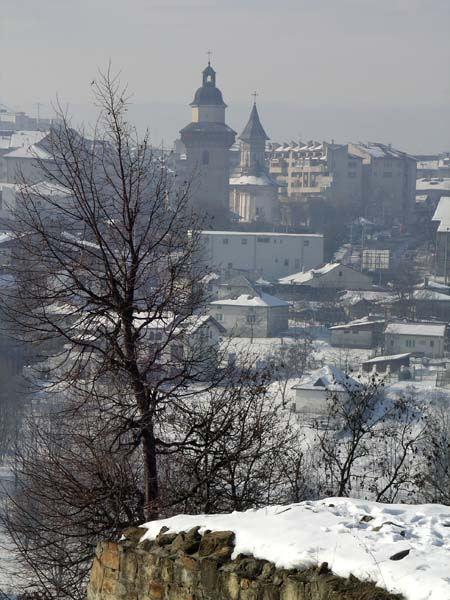
Вигляд на Сучаву із фортеці. Видно церкву св. Димитрія, 1535 р
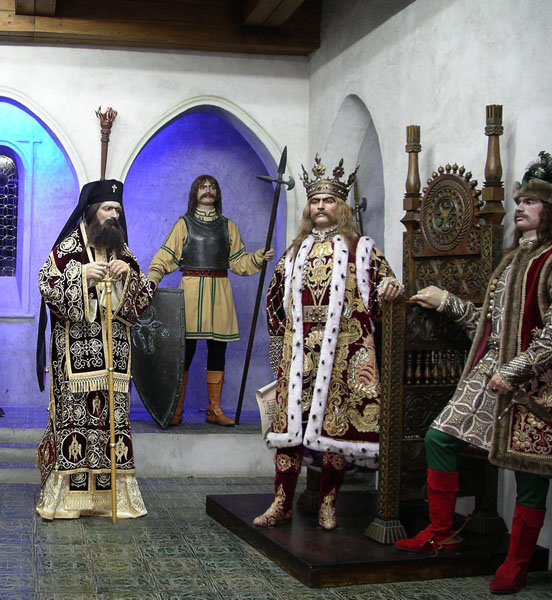
Трон господаря Стефана в Сучаві. Вистава в музеї.
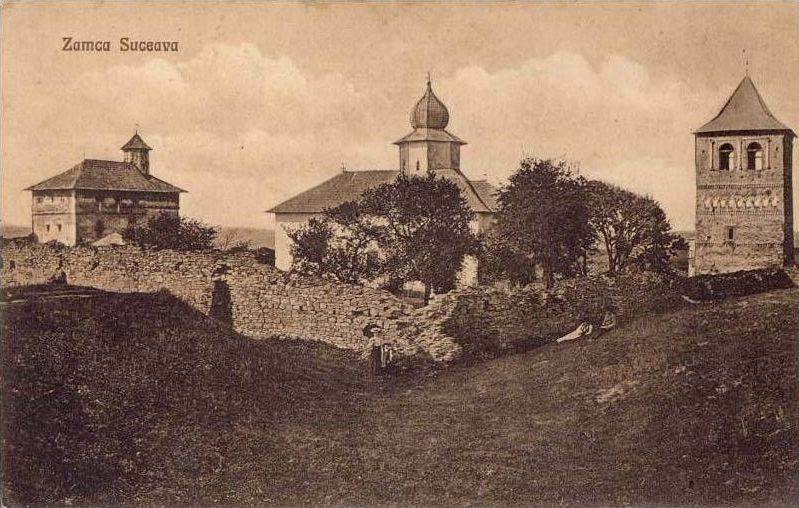
Руїни Сучавського замку 1915-го р.
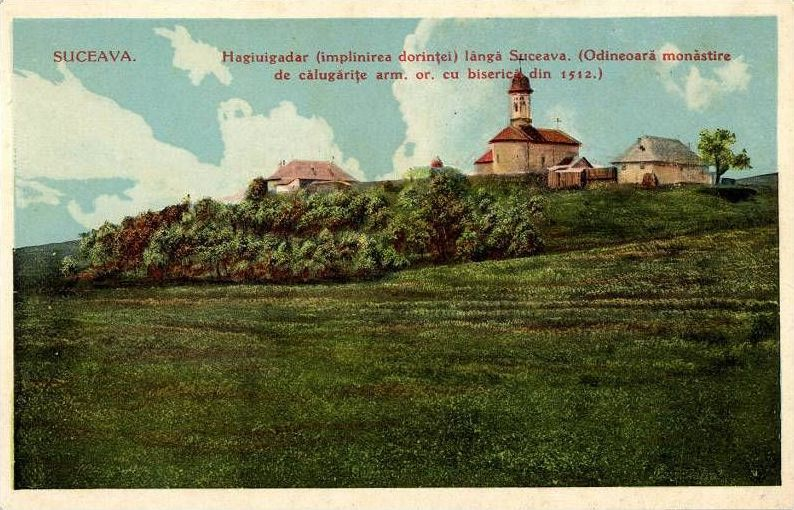
Сучавський монастир на початку ХХ ст.
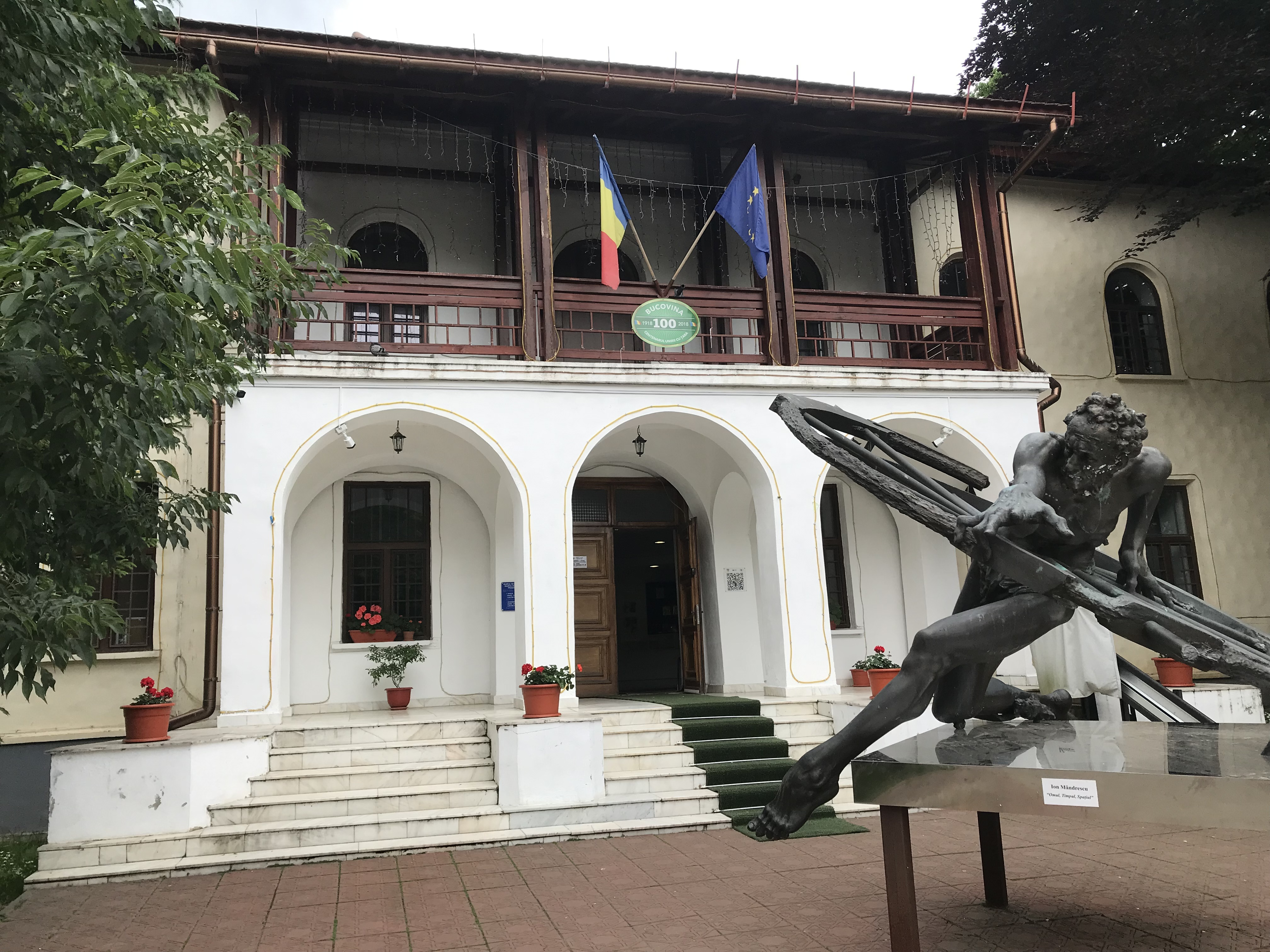
Музей природничих наук